# Sulz (Vorarlberg)
Sulz – gmina w Austrii, w kraju związkowym Vorarlberg, w powiecie Feldkirch. Według Austriackiego Urzędu Statystycznego liczyła 2480 mieszkańców (1 stycznia 2015).